# Louise Glaum
Louise Glaum (Baltimora, 4 settembre 1888 – Los Angeles, 25 novembre 1970) è stata un'attrice statunitense, ricordata come femme fatale nei film muti drammatici: le è riconosciuta - nei suoi primi anni di carriera - una delle migliori caratterizzazioni del ruolo di vamp dell'epoca.

## Biografia

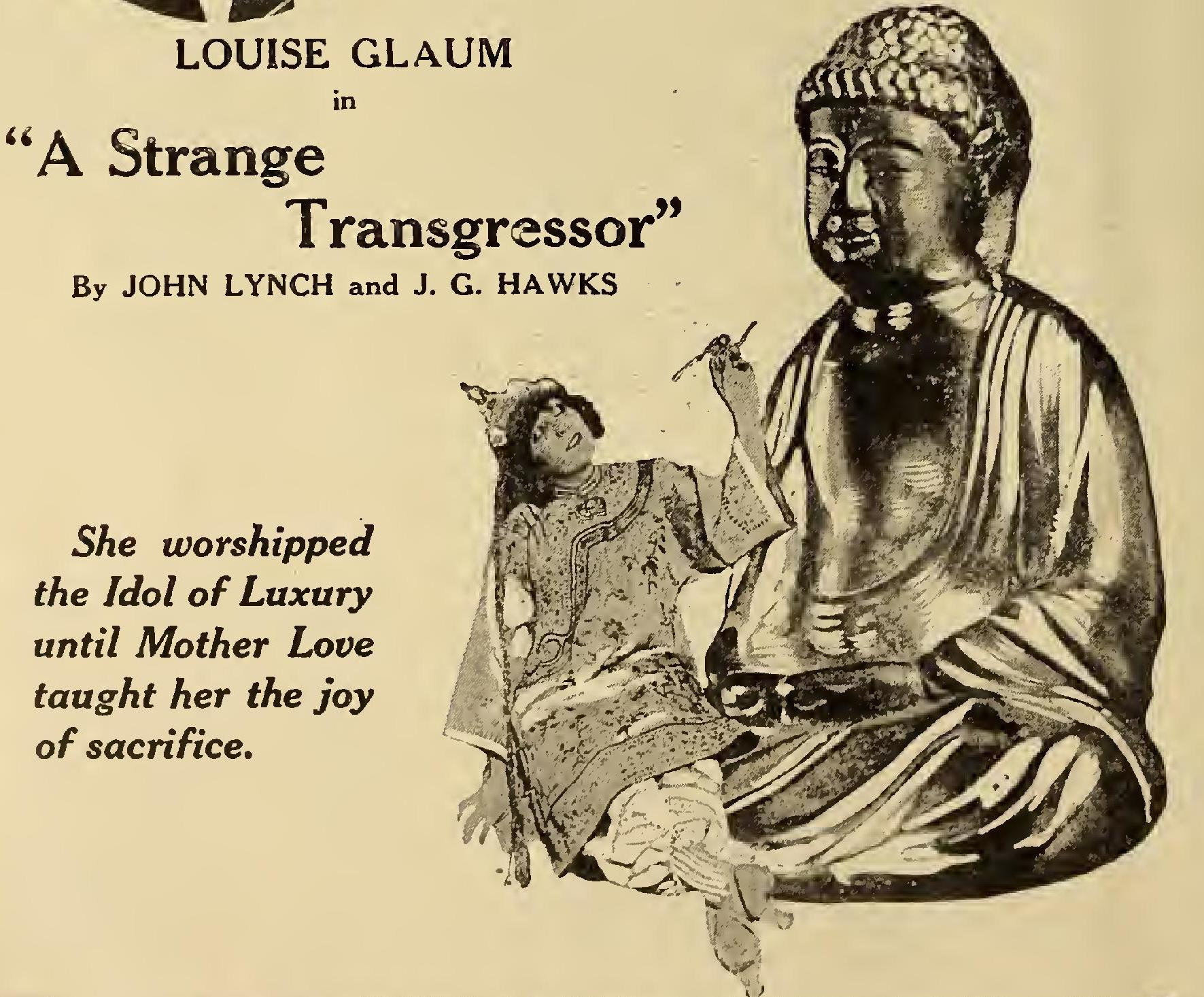
1917

Nel 1907, a 19 anni, cominciò la sua carriera di attrice sui palcoscenici di Los Angeles, la città dove abitava. Dopo qualche anno, andò in tournée con una compagnia di giro, recitando il ruolo dell'ingenua in Why Girls Leave Home. A Chicago, prese parte a numerose produzioni teatrali fino a quando, nel 1911, tornò a Los Angeles, a causa della morte della sorella più giovane. Cominciò a lavorare per il cinema, debuttando in When the Heart Calls, un film di Al Christie, regista con cui girerà tutti i suoi primi film.

## Filmografia

### Produttrice
- The Goddess of Lost Lake, regia di Wallace Worsley (1918) (non accreditata)

### Film e documentari su Louise Glum
- Le dee dell'amore (The Love Goddesses) documentario, regia di Saul J. Turell - filmati di repertorio (1965)